# Francis Johnson
Francis Lee Johnson (Hartford (Kansas) 5 de agosto de 1910 - Chesterfield (Missouri) 18 de abril de 1997) é um ex-basquetebolista estadunidense que fez parte da equipe que conquistou a Medalha de Ouro nos XI Jogos Olímpicos de Verão realizados em Berlim na Alemanha nazista.

## Biografia
Quando estudava na Universidade de Wichita Francis Johnson praticava basquetebol, futebol americano, pólo e atletismo. Após sua graduação em 1934 passou a jogar basquetebol na AAU Basketball pelo  Globe Refiners onde conquistou o título nacional em 1935, que o credenciou para a Seleção Estadunidense na disputa do Ouro Olímpico. Disputou mais três temporadas na AAU Basketball onde novamente foi campeão em 1938 com o Healey Motors. Após isso dedicou-se profissionalmente a empresa John Deere e tornou-se fazendeiro onde criava cavalos de raça campeões.

## Estatísticas com a Seleção Estadunidense
| Evento      | Idade | Fase             | Resultado       | Data       | Pts |
| ----------- | ----- | ---------------- | --------------- | ---------- | --- |
| Berlim 1936 | 25    | Quartas de Final | EUA 56 x 23 PHI | 12/08/1936 | 18  |
| Berlim 1936 | 25    | Final            | EUA 19 X 8 CAN  | 14/08/1936 | 2   |